# 片倉景綱
片倉 景綱（かたくら かげつな）は、戦国時代から江戸時代前期にかけての武将。伊達家の家臣。伊達政宗の近習となり、のち軍師的役割を務めたとされる。仙台藩片倉氏の初代で、景綱の通称小十郎（こじゅうろう）は代々の当主が踏襲して名乗るようになった。兜は、神符八日月前立筋兜。

## 生涯
弘治3年（1557年）現在の成島八幡神社とされる八幡宮の神職・片倉景重の次男として生まれる。生母は本沢刑部真直の娘・直子。異父姉は政宗の乳母の喜多。伯父に意休斎景親。鬼庭綱元（喜多の異母弟）は義理の兄に当たる。
景綱が幼いとき、両親が相次いで亡くなってしまう。姉の喜多とは20歳くらい年が離れていたため、母のような存在で、景綱は喜多に養育されていたが、まもなく、親戚の藤田家に養子として預けられた。だが、その藤田家に男子が産まれたため、景綱は喜多のもとに戻ることとなり、再び共に暮らした。姉の喜多は文武両道に通じ、兵書を好み、講じたという。弟の景綱も喜多の教化を強く受け育った。
永禄10年（1567年）、主君の輝宗に嫡子の政宗が産まれると、景綱の姉・喜多は政宗の「乳母」を拝命した。
天正年間初め頃、伊達家の城下米沢で大火があり、そのときの景綱の活躍が認められ、輝宗の徒小姓として仕えることとなる。その後、遠藤基信の推挙によって天正3年（1575年）に政宗の近侍となり、のち重臣として重用されるようになる。
天正10年（1582年）、伊達輝宗が相馬氏を攻めた際に、政宗が蘆名盛隆から援軍を取り付ける交渉をして成功しているが、盛隆からは景綱が政宗の腹心として認識されており、盛隆から景綱に充てた書状「片倉代々記」所収某年（推定天正11年）9月11日付片倉景綱宛蘆名盛隆書状には今後の政宗への取次を期待されている。
天正13年（1585年）の人取橋の戦いや天正16年（1588年）の郡山合戦、天正17年（1589年）の摺上原の戦い、天正18年（1590年）の小田原征伐、文禄2年（1593年）の文禄・慶長の役、慶長5年（1600年）の関ヶ原の戦いなど政宗の主要な戦争の大半に参加して、伊達氏の危難を救っている。小田原征伐に際しては豊臣秀吉方へ参陣するよう述べ、伊達政宗に小田原参陣を決意させた。
また、城代においては安達郡二本松城在番、信夫郡大森城主、奥州仕置き後は、佐沼城主、亘理城主などに任ぜられた。
景綱は伊達氏の対外交渉における取次を担当し、伊達政宗の発給した外交文書の多くには景綱の副状が添えられている。
関ヶ原の後の慶長7年（1602年）、主君・政宗が仙台藩主になると一国一城令が敷かれる中、特例として残された白石城1万3000石の城主を賜るも病のため、亘理領内の神宮寺村で療養し、慶長10年の春に白石へ移った。
慶長19年（1614年）からの大坂の陣では病床に臥していたため、政宗に従うことができず、嫡子の重綱（のち重長）を参陣させた。元和元年（1615年）、病のために死去。享年59。
昭和3年（1928年）、正五位を追贈された。

## 系譜
- 正妻：矢内重定の娘
  - 男子：片倉重綱のち重長
  - 男子：片倉行綱
- 側室：上原五兵衛の娘
  - 男子：片倉友綱
- 生母不明の子女
  - 女子（のち片倉八郎兵衛祖母）
  - 女子（左婦）

## 子孫
- 仙台藩5代藩主の伊達吉村は伊達政宗の曾孫であるが、景綱の女系子孫でもある。
片倉景綱―重長―喜佐（松前安広室）―片倉景長―於松（貞樹院）―伊達吉村

## 人物
- 伊達家中では「武の伊達成実」と並んで、「智の片倉景綱」と呼ばれた。一説によれば剣術にも長け、幼少期の政宗の剣術指南も務めたと言われるなど智勇を兼ね備えた武将であったと伝えられている。また大変な笛の名手であったとも言われる。
- 平時には内政、戦時下においては謀略で、優れた献策により伊達政宗を支えた。伊達政宗も小十郎の献策は素直に受け入れることが多かった。
- 妻が重長を懐妊した際には当時主君・政宗に未だ子がいなかったのを憚り、実子を殺害しようとしたが、政宗の説得により留まったと言われている。
- 景綱の知才は、時の天下人・豊臣秀吉にも高く評価された。奥州仕置のとき秀吉は景綱を直臣に迎えようとして三春5万石の大名に取り立てようとしたが、このとき景綱は政宗への忠義を選んで辞退している。
- 徳川家康を始めとする各大名からの景綱宛の書簡も多く残されており、家康からは江戸に屋敷を与えられようとするなど人望は高かった。
- 晩年は大層に肥満していた。『伊達家世臣家譜』によれば慶長7年（1602年）政宗より、「或時（年月日不知）公景綱を召させられ其身追年肥満し重鎧は苦労たるへし、依之軽鎧を下さる、尚身命を全して進退の下知可仕の旨、御意にて御召料の御鎧を御手つから賜ふ」と軽い鎧を賜ったという慶長８年の片倉代々記に、年月不詳としてこの記述がある。
- 症状からの推定では、糖尿病を患っていたと考えられている。
- 『片倉代々記』によれば死後、景綱の人徳を慕った家臣6名が殉死したといわれている。

## 逸話
- 政宗が人取橋合戦の際、敵兵を深追いし逆に敵兵に囲まれてしまったことがあった。そのとき景綱は「やあやあ殊勝なり、政宗ここに後見致す」などと騙り敵兵を一手に引き付け、政宗の窮地を救ったという。
- 政宗は書状の中で固有名詞を略す際（田村を「田」、相馬を「相」等）、景綱宛の書状も私的なものは宛名が「かた小」となっている。景綱が家督を息子に譲り、息子が「小十郎」を名乗るようになると政宗からの宛名は「かた備」（片倉備中守の略と思われる）になっている。
- 慶長5年（1600年）政宗は相馬領に宿をとって通過するが、その前日、政宗のお迎えとして景綱が現在の南相馬市鹿島区へ、7、8百人ほどの兵を引き連れて乗り入れ、宿を取っている。このとき景綱は盛胤付家老・加藤左近と会談し、殿をよく諌めて徳川方に付くように話している。加藤左近は承諾した（『奥相茶話記』）。
- 慶長5年（1600年）、越後上杉氏が最上氏領内へ侵攻した際の救援作戦にて「すぐに救援には赴かず、両軍入り乱れ、疲労が極みに達した段階で攻め入り、上杉勢を完膚なきまで叩くべし」と進言した。作戦としては合理的であるが、このとき山形城に母・保春院を置いていた政宗は流石にこの作戦を却下したという。
- 片倉家は明治まで11代にわたって白石の地を治める。現在の白石市の市章である黒釣鐘は、景綱の姉、喜多が考案した旗指物の家紋が元になっているとされる。仙台藩での片倉氏の家格は御一家で、慶安4年（1651年）12月1日、息子の重長の世代のとき列せられた。
- 嫡男・重長は大坂夏の陣における道明寺の戦いで後藤基次らを討ち取るなど奮戦し、「鬼の小十郎」の異名を取った。さらに重長の子・景長もまた小十郎を名乗り、伊達騒動の渦中にあって幼き主君・綱村を支えた。代々伊達氏に仕えた「片倉小十郎」の名跡は、以後伊達家忠臣の鑑と称された。
- 片倉景綱が伊達政宗を外科手術するもしくは手術に付き合う逸話が、政宗自身の語った右脇腹の荒療治と、後世の言い伝えとしての右目潰しとしてある。伊達政宗が小姓の木村宇右衛門らに語った『伊達政宗言行録～木村宇右衛門覚書』では、若い政宗の右脇腹が脹満して治療も効かず不眠となり、政宗が自分で脇差を使い切開したいが病苦で切腹扱いにされるのは困ると景綱に相談し、景綱は馬屋から丸金を焼いて持ってきて景綱自身の右腿に刺さるか試したあと政宗の腹に灸として刺して治療し、景綱は治るまで約70日かかったその自傷で後年まで乗馬時に足がひきつると政宗に語っていた。『性山公治家記録』では、伊達政宗の疱瘡で失明した右の目が盛り上がったため片倉景綱が小刀で突き潰したと言い伝えにはある、と不正確な情報であることを断って記載している。『明良洪範』では、景綱は切腹も覚悟のうえで政宗の目玉が飛び出しているため敵につかまれやすく政宗が自分で切った方がよいと進言し、政宗が実行して意識を失いかけると景綱は目に矢が刺さりながら奮戦した鎌倉景政の故事で激励し、政宗は気を失いかけたことを後年まで悔んでいたと記している。なお、第二次大戦で焼失した瑞鳳殿を再建する際に、政宗の遺骨を調査したところ、眼窩に異常が見られなかったため、景綱が政宗の眼球を摘出する逸話は創作であろう。

## 関連作品
小説
- 近衛龍春『片倉小十郎景綱―伊達政宗を奥州の覇者にした補佐役』（PHP研究所）2007年
- 江宮隆之『片倉小十郎景綱―独眼竜の名参謀』（学研M文庫）2009年
- 飯田勝彦『伊達政宗と片倉小十郎』（新人物往来社）1987年
- 飯田勝彦『名参謀 片倉小十郎』（新人物文庫）新人物往来社・2009年
- 佐藤巌太郎『控えよ小十郎』（講談社）2024年

映画
- 『獨眼龍政宗』（1942年、大映、監督：稲垣浩、演：月形龍之介）
- 『独眼竜政宗』（1959年、東映京都、監督：河野寿一、演：岡田英次）

テレビドラマ
- 『独眼竜政宗』（1987年、NHK大河ドラマ、演：西郷輝彦）
- 『愛と野望の独眼竜 伊達政宗』（1995年、TBS大型時代劇スペシャル、演：石立鉄男）
- 『臥竜の天〜伊達政宗・独眼竜と呼ばれた男〜』（2013年、BS-TBSスペシャル時代劇、演：榎木孝明）
- 『真田丸』（2016年、NHK大河ドラマ、演：ヨシダ朝）

アニメ
- 政宗ダテニクル（声：小林裕介）2016年のアニメ作品および2021年の劇場アニメ作品。福島県伊達市のご当地アニメとしてガイナが制作。

楽曲
- さくらゆき『残光』（詞：遠野ゆき、曲：小池勝彦）

漫画
- 重野なおき『政宗さまと景綱くん』（リイド社『コミック乱ツインズ戦国武将列伝』2013年～
- 田中克樹『伊達の鬼 軍師片倉小十郎』新潮社『週刊コミックバンチ』2009年～2010年
- 田中克樹『バリエンデス 伊達の鬼 片倉小十郎』徳間書店『月刊コミックゼノン』2010年～2012年コミックス